# Rio Água Cascata
O Rio Água Cascata é um curso de água do arquipélago de São Tomé e Príncipe, localizado no distrito de Caué, ilha de São Tomé. Este curso de água corre para Oeste até encontrar o Rio Caué, de que é afluente.